# Glikomika
A glikomika a glikom (a szervezet akár szabadon, akár komplex molekulákba kötve megtalálható valamennyi cukrainak összessége) átfogó, annak genetikai, fiziológiai, patologikus és egyéb aspektusaira is kitérő vizsgálata. A glikomika, a genomikával és a proteomikával analóg módon az adott sejttípus vagy szervezet valamennyi glikánstruktúrájának szisztematikus vizsgálata, a glikobiológia altudománya.
A „szénhidrát”, a „glikán”, a „szacharid” és a „cukor” ebben a kontextusban általános értelemben használatos kifejezések, és közéjük sorolódnak a monoszacharidok, oligoszacharidok, poliszacharidok és ezen vegyületek származékai. A szénhidrátok a szén hidrátjaiból állnak, összegképletük [CH2O]n. A monoszacharidok olyan szénhidrátok, melyek nem hidrolizálhatók egyszerűbb szénhidrátokká; ezek az alkotóelemei az oligoszacharidoknak és a poliszacharidoknak. Az oligoszacharidok néhány, glikozidos kötéssel összekapcsolt, lineárisan sorakozó vagy elágazó láncú monoszacharidból állnak; a monoszacharid egységek száma általában 3-9. A poliszacharidok ismétlődő monoszacharid egységekből álló glikánok, az egységek száma általában a tízet meghaladja.

## Kihívások
- A cukrok komplexitása: szerkezetüket tekintve, a cukrok nem lineárisak, hanem nagymértékben elágazóak. Ráadásul, a glikánok módosíthatók is (módosított cukrok), ami szintén növeli komplexitásukat.
- A glikánok komplex bioszintetikus útvonalakban vesznek részt.
- Általában a glikánok vagy fehérjéhez kötve (glikoproteinek) vagy lipidekkel való konjugációban (glikolipidek) találhatók meg.
- A genomoktól eltérően, a glikom nagymértékben dinamikus rendszer.

A glikomika kutatási területén a rendszerbiológusoknak nagyobb komplexitással kell szembenézniük, mint az alkalmazott biológia más részein. 68 építőelem (DNS-, RNS- és fehérjemolekulák, különböző kategóriájú lipidek, szacharidok különböző összekötési módjai) adja egy sejt teljes életét meghatározó molekuláris koreográfia strukturális alapjait. Ebből a DNS és az RNS négy építőelemmel szerepel (a nukleozidok vagy nukleotidok). A lipidek nyolc kategóriába oszthatók, a ketoacilre és az izoprénre visszavezethetően. A fehérjék 20 aminosavból épülnek fel. A szacharidok 32 fajta összekötési lehetőséggel (glikozidos kötéssel) rendelkeznek. Bár ezek az építőelemek csak lineárisan kapcsolódhatnak fehérjékhez és génekhez, szacharidok elágazó tömbjébe rendezhetők el, a komplexitást tovább növelve.
A bonyolultságot növelő tényező még a szóba jövő fehérjék nagyon száma, melyek közül nem csak a szénhidrátok hordozói (a glikoproteinek) érdekesek, hanem a specifikusan szénhidrátokhoz kapcsolódó és velük való reakcióba lépő fehérjék is:
- Szénhidrát-specifikus enzimek, melyek a szénhidrátok szintézisét, módosítását és lebontását végzik;
- Lektinek, mindenféle szénhidráthoz kötődő fehérjék;
- Receptorok, szabadon cirkuláló vagy sejthártyához között, szénhidrát-kötő receptorok.

## Fontossága
A glikánok fontosságának megértéséhez egy nem teljes lista azok funkcióiról:
- A sejtfelszínen megtalálható glikoproteinek kritikus szerepet játszanak a bakteriális és virális antigén-felismerésben.
- Szerepet játszanak a sejt jelátviteli útjaiban és a sejtfunkció modulációjában.
- Fontosak a veleszületett immunitásban.
- Meghatározzák a rák kifejlődését.
- Levezénylik a sejt sorsát, gátolják a sejt növekedését, szabályozzák a keringést és inváziót.
- Befolyásolják a fehérjék stabilitását és felgombolyodását.
- A glikoproteinek útvonalait és sorsát befolyásolják.
- Számos glikánspecifikus betegség létezik, melyek gyakran örökletesek.

A glikomika aspektusainak fontos orvosi alkalmazásai:
- a lektinek frakcionálják a sejteket, hogy vérképző őssejtek átültetésénél elkerüljék az átültetett szövet immunreakcióját (graft-versus-host betegség).
- rákkezelés során a citolitikus hatású CD8 T-sejtek aktiválása és terjesztése.

A glikomika különösen fontos a mikrobiológia területén, mivel a glikánok sokféle szerepet játszanak a baktériumok fiziológiájában. A bakteriális glikomika áttörést hozhat a következő területeken:
- új gyógyszerek
- bioaktív glikánok
- glikokonjugát vakcinák.

## Eszközkészlete
A glikánok analízisében leggyakrabban alkalmazott technikák közé tartozik a nagy felbontóképességű tömegspektrometria (MS) és a nagy teljesítményű folyadékkromatográfia (HPLC). Ezen módszereknél a glikánrészt enzimatikus módon vagy kémiailag leválasztják a célpontról, mielőtt analízisnek vetik alá. A glikolipideket a lipidkomponens leválasztása nélkül, közvetlenül is lehet vizsgálni.
A glikoproteinekből származó N- és O-glikánok rutinszerű vizsgálata úgy történik, hogy először a cukrok redukáló végét flureszcens komponenssel jelölik meg (reduktív címkézés), majd fordított fázisú, normál fázisú vagy ioncserés HPLC-vel analizálják azokat.
Az elmúlt években számos címkeváltozat jelent meg, köztük a 2-aminobenzamid (AB), az antranilsav (AA), a 2-aminopiridin (PA), a 2-aminoakridon (AMAC) és a 3-(acetilamino)-6-aminoakridin (AA-Ac).
A HPLC-eszközökből származó frakcionált glikánok további analízise lehetséges MALDI-TOF-MS(MS) módszerekkel, hogy további információt nyerjenek azok struktúrájáról és tisztaságáról. Néha a glikán-poolok előzetes frakcionálás nélkül, közvetlenül analizálhatók a tömegspektrográfia módszereivel, bár ilyenkor nehéz, vagy nem is mindig lehetséges az izobár (azonos molekulatömegű) glikánszerkezetek megkülönböztetése. Mindenesetre a közvetlen MALDI-TOF-MS analízissel el lehet érni a glikán-pool gyors és egyszerű illusztrációját.
Az elmúlt években megnött az online tömegspektrometriás megoldásokhoz csatolt HPLC eszközök népszerűsége. A folyadékkromatográfia álló fázisának porózus grafitszenet választva még a nem derivatizált glikánok is analizálhatók. A vizsgálat tömegspektrometriával történik, de MALDI-MS helyett elektrospray ionizációs (ESI) interfésszel (PGC-LC-ESI-MS vagy PGCC-MS).
1. táblázat: A tömegspektrometria előnyei és hátrányai a glikánok analízisében
| Előnyök | Hátrányok                                                             |
| --- | --------------------------------------------------------------------- |
| - Kis mennyiségű minta is elengedő (alacsonyabb fmol-értékek) - Komplex glikánkeverékekre is megfelelő (további analízis-dimenziót hoz be). - A csatolási oldalak analizálhatók tandem-MS kísérletekkel (oldalspecifikus glikánanalízis). - Glikánszekvenálás tandem tömegspektrometriás kísérletekkel. | - Destruktív módszer. - Jól átgondolt, felépített kísérletet igényel. |

### Biocsipek
Az antitest/lektin szendvics biocsipek (antibody-lectin sandwich array, ALSA) a glikánokat tartalmazó sokfajta minta nagy átbocsátó képességű vizsgálatát teszik lehetővé. A módszer természetben előforduló lektineket vagy mesterséges, monoklonális antitesteket használ, melyeket vagy egy adott csipen immobilizálva, fluoreszcens glikoprotein mintával inkubálják.
A glikán-biocsipek, amiket a Consortium for Functional Glycomics is ajánl, olyan szénhidrátokat tartalmaznak, melyekkel a lektinek vagy antitestek tesztelhetők, hogy meghatározzák azok szénhidrát-specifikusságát és azonosítsák a ligandumaikat.

### A glikánok metabolikus és kovalens címkézése
A glikánok metabolikus megjelölése felhasználható a glikánstruktúrák detektálására is. Egy jól ismert módszer szerint aziddal (N3−) jelölt cukrokat reagáltatnak Staudinger-ligáció útján. Ezt a stratégiát a glikánok in vitro és in vivo meghatározása során is felhasználták.

### Glikoprotein-eszközök
A komplex glikálnok röntgenkrisztallográfiával és fehérje-NMR spektroszkópiával történő teljes strukturális analízise nehéz és komplex tudományterület. Azonban a különböző lektinek, enzimek és más szénhidrádhoz kötődő fehérjék kötődési helyeinek struktúrája felfedte a glikom funkcióinak széles körű strukturális alapjait. A tesztminták tisztaságát kromatográfiával (affinitáskromatográfia stb.) és analitikai elektroforézissel (poliakril-amid elektroforézis, kapilláris-elektroforézis, affinitás-elektroforézis stb.) érték el.

### Fordítás
- Ez a szócikk részben vagy egészben a Glycomics című angol Wikipédia-szócikk ezen változatának fordításán alapul.  Az eredeti cikk szerkesztőit annak laptörténete sorolja fel. Ez a jelzés csupán a megfogalmazás eredetét és a szerzői jogokat jelzi, nem szolgál a cikkben szereplő információk forrásmegjelöléseként.